# الحرادنة (أسيوط)
قرية الحرادنة هي إحدى القرى التابعة لمركز القوصية في محافظة أسيوط في جمهورية مصر العربية. حسب إحصاءات سنة 2006، بلغ إجمالي السكان في الحرادنة 5063 نسمة، منهم 2409 رجل و2654 امرأة.